# Wil Trapp
William Alexander "Wil" Trapp (Gahanna, 15 januari 1993) is een Amerikaans voetballer die bij voorkeur als middenvelder speelt. Hij debuteerde in 2013 in het betaald voetbal in het shirt van Columbus Crew.

## Clubcarrière

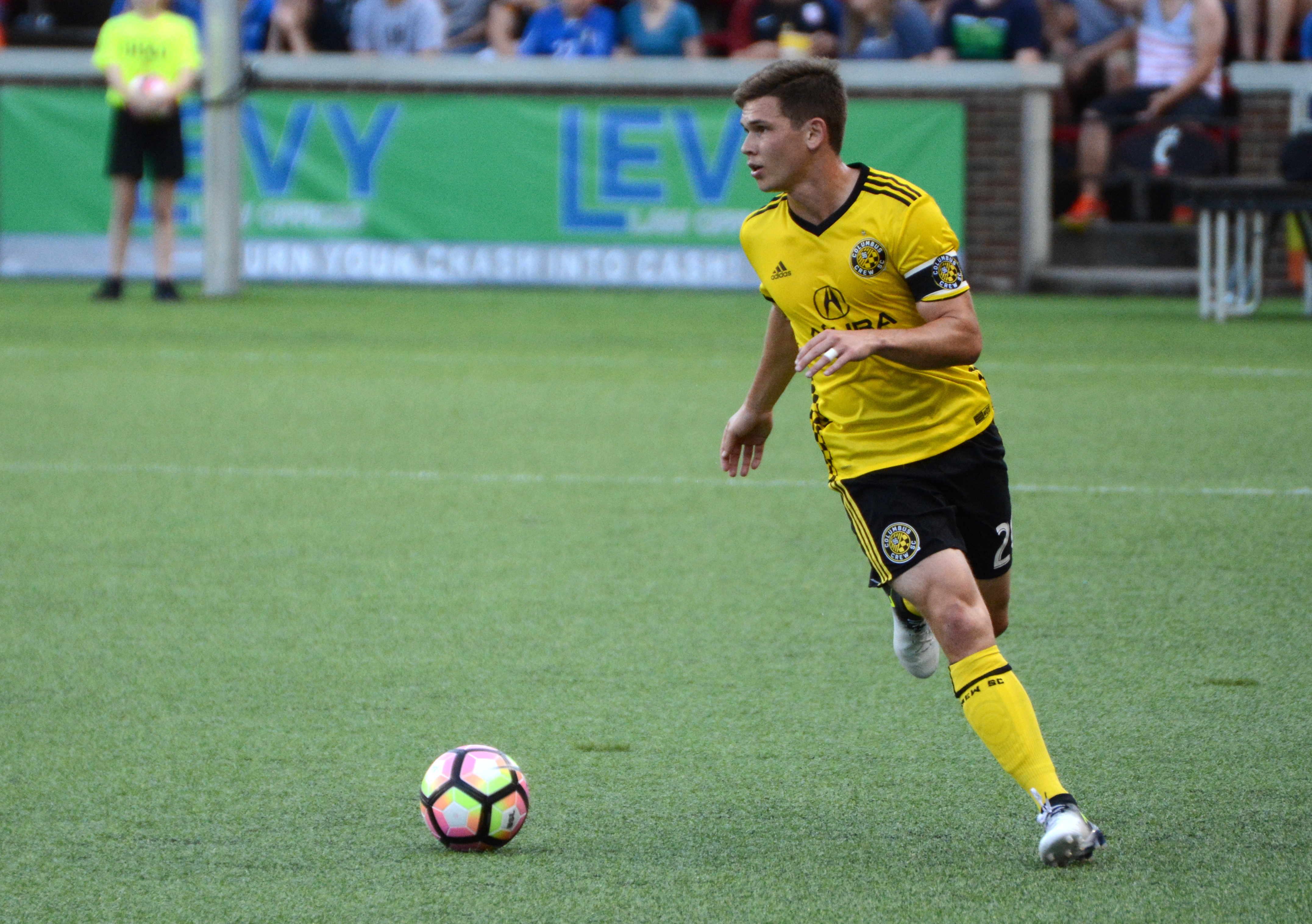
Trapp in actie met Columbus Crew in 2017.

### Columbus Crew
Op 13 december 2012 tekende Trapp een Homegrown contract bij Columbus Crew. Op 6 juli 2013 maakte hij tegen Portland Timbers zijn debuut. Trapp werd al snel een belangrijke speler op het middenveld voor Columbus. In zijn eerste twee seizoenen speelde hij in vierenveertig competitiewedstrijden waarin hij één doelpunt maakte en vijf assists gaf. Thierry Henry, destijds speler van New York Red Bulls, was lovend over de jonge Amerikaan.

### Inter Miami
Op 31 januari 2020 werd Trapp getransferd naar Inter Miami, die in 2020 voor het eerst in de MLS speelde.

### Minnesota United
Op 5 januari 2021 tekende Trapp bij Minnesota United. Op 21 december 2023 tekende Trapp een één jarig contractverlenging met de optie voor een extra jaar.

## Interlandcarrière
Trapp was deel van de O-20 selectie van de Verenigde Staten dat deelnam aan het CONCACAF toernooi voor spelers onder de twintig, het Wereldkampioenschap voetbal onder 20 uit 2013 in Turkije en het Toulon toernooi. Op het WK voetbal onder 20 speelde hij elke minuut voor de VS en was hij aanvoerder in de groepsfasewedstrijd tegen Frankrijk.
Begin 2015 werd Trapp opgeroepen voor het Amerikaanse nationale team ter voorbereiding op vriendschappelijke wedstrijden tegen Chili en Panama.